# Зарапетян, Зарап Петросович
Зара́п (Зура́б) Петро́сович Зарапетя́н (арм. Զարապ Պետրոսի Զարապետյան, 25 февраля 1914 — 26 апреля 1998) — советский строитель, специалист в области добычи и переработки минерального сырья, организации производства. Герой Социалистического Труда (1970). Заслуженный строитель РСФСР (1984). Заслуженный строитель Узбекской ССР (1968).

## Биография
Зарап Петросович Зарапетян родился 25 февраля 1914 года в семье учителя в деревне Мамзара Ахалкалакского уезда Тифлисской губернии Российской империи (ныне в Грузии). По национальности — армянин.
В 1931 году Зарап Зарапетян окончил Закавказский индустриальный техникум. Трудовую деятельность начал в 19 лет в Москве, работал электромонтёром завода «Динамо». В 1931—1935 годах был секретарём комитета ВЛКСМ завода «Паркстрой» города Москвы, в 1935—1937 годах — секретарём комитета ВЛКСМ строительства канала имени Москвы в городе Дмитрове. В 1937 году в качестве инженерно-технического специалиста был направлен на сооружение Норильского горно-металлургического комбината НКВД СССР, где работал начальником транспортного отдела, начальником управления подсобных предприятий, начальником рудника открытых горных работ до 1944 года. Одновременно с трудовой деятельностью Зарапетян получал образование в Всесоюзном заочном политехническом институте, окончил четыре курса горного факультета института. В 1945—1953 годах Зарапетян был начальником рудоуправления № 11 (Таджикская ССР) — первого комбината по добыче урановых руд. В 1953—1957 годах был секретарём парткома и заместителем начальника главка Министерства геологии и охраны недр СССР, в 1957—1958 годах — старшим инженером, руководителем горной группы Всесоюзного института минерального сырья в Москве.
С августа 1958 года по 1971 год Зарап Зарапетян был директором Навоийского горно-металлургического комбината Министерства среднего машиностроения СССР в городе Навои Узбекской ССР, который дал первую продукцию всего через шесть лет после начала строительства. Под его руководством и при его участии была организована добыча урана и золота, были построены города Навои, Учкудук, Зарафшан. При Зарапе Зарапетяне в 1969 году с вводом в строй гидро-металлургического завода № 2, построенного за 25 месяцев, было получено первое в СССР золото пробы 999,9.
Указом Президиума Верховного Совета СССР от 6 января 1970 года за большие успехи в развитии промышленности Зарапу Петросовичу Зарапетяну было присвоено звание Героя Социалистического Труда с вручением ордена Ленина и золотой медали «Серп и Молот».
В декабре 1972 года Зарап Зарапетян был назначен на должность заместителя директора по капитальному строительству вновь созданного Института ядерных исследований АН СССР. Под его руководством были спроектированы и сооружены ядерно-физические комплексы Московской мезонной фабрики ИЯИ АН СССР в городе Троицке и подземные научные комплексы Баксанской нейтринной обсерватории. Он внёс большой вклад в строительство жилищных, социально-бытовых и культурно-просветительных объектов в Троицке. В августе 1976 года Зарап Зарапетян был назначен уполномоченным Президиума АН СССР по строительству и эксплуатации научного центра в Троицке.
Зарап Петросович Зарапетян избирался депутатом Верховного Совета Таджикской ССР (1951—1955), депутатом Верховного Совета Узбекской ССР, делегатом XXIII и XXIV съездов КПСС, был членом ЦК КП Узбекистана.
Зарап Петросович Зарапетян скончался 26 апреля 1998 года в Троицке. Похоронен в одной могиле с женой Кладией Михайловной на Кунцевском кладбище г. Москвы.

## Награды и звания
- Герой Социалистического Труда (Указ Президиума Верховного Совета СССР от 6 января 1970 года, орден Ленина и медаль «Серп и Молот») — за большие успехи в развитии промышленности[3].
- Два ордена Ленина (29.10.1949, 1.03.1965)[3][5].
- Три ордена Трудового Красного Знамени (4.07.1943, 4.01.1954, 24.07.1978)[3][5].
- Орден «Знак Почёта» (16.05.1945)[3][5].
- Медаль «За трудовую доблесть» (24.12.1953)[3].
- Заслуженный строитель РСФСР (13.03.1984)[6][5].
- Заслуженный строитель Узбекской ССР (1968)[2].
- Почётный гражданин города Троицка (1998)[7].

## Оценки и мнения
По мнению коллег и знакомых З. П. Зарапетяна, его отличали властный и суровый характер, прямота, темперамент, трудолюбие, профессионализм, упорство и стремление к цели. За щедрость души, умение понять и помочь З. П. Зарапетяна называли «солнечным человеком».
Татьяна Григорьевна Никулина, директор государственного учреждения Троицкинвестстрой РАН:

С приходом Зарапетяна началось активное строительство будущего города: микрорайонов «Б», «В», «Д», продолжения улицы Центральной, улицы Солнечной, был заложен Октябрьский проспект. Благодаря авторитету Зарапетяна стала финансироваться сфера соцкультбыта. Он объединил все структурные подразделения Научного центра (жилищно-коммунальное хозяйство, ремонтно-строительное управление, поликлинику, Дом учёных, детские сады и другие организации) в Управление уполномоченного. Только поселковый совет Троицкий подчинялся Подольскому району. Необходим был статус города, который давал большие возможности.

## Память
Именем Зарапа Зарапетяна названа улица в городе Навои, где поставлен памятник-барельеф в его честь, а также махалля (городской квартал) в городе Зарафшане. Имя Зарапа Зарапетяна занесено в Книгу почёта Института ядерных исследований РАН.

## Комментарии
1. ↑  В Указе Президиума Верховного Совета СССР указано имя Зараб.